# Günther Kraus
Günther Kraus (* 20. August 1930 in Klagenfurt; † 19. Februar 1988 in Wien) war ein österreichischer bildender Künstler.

## Leben

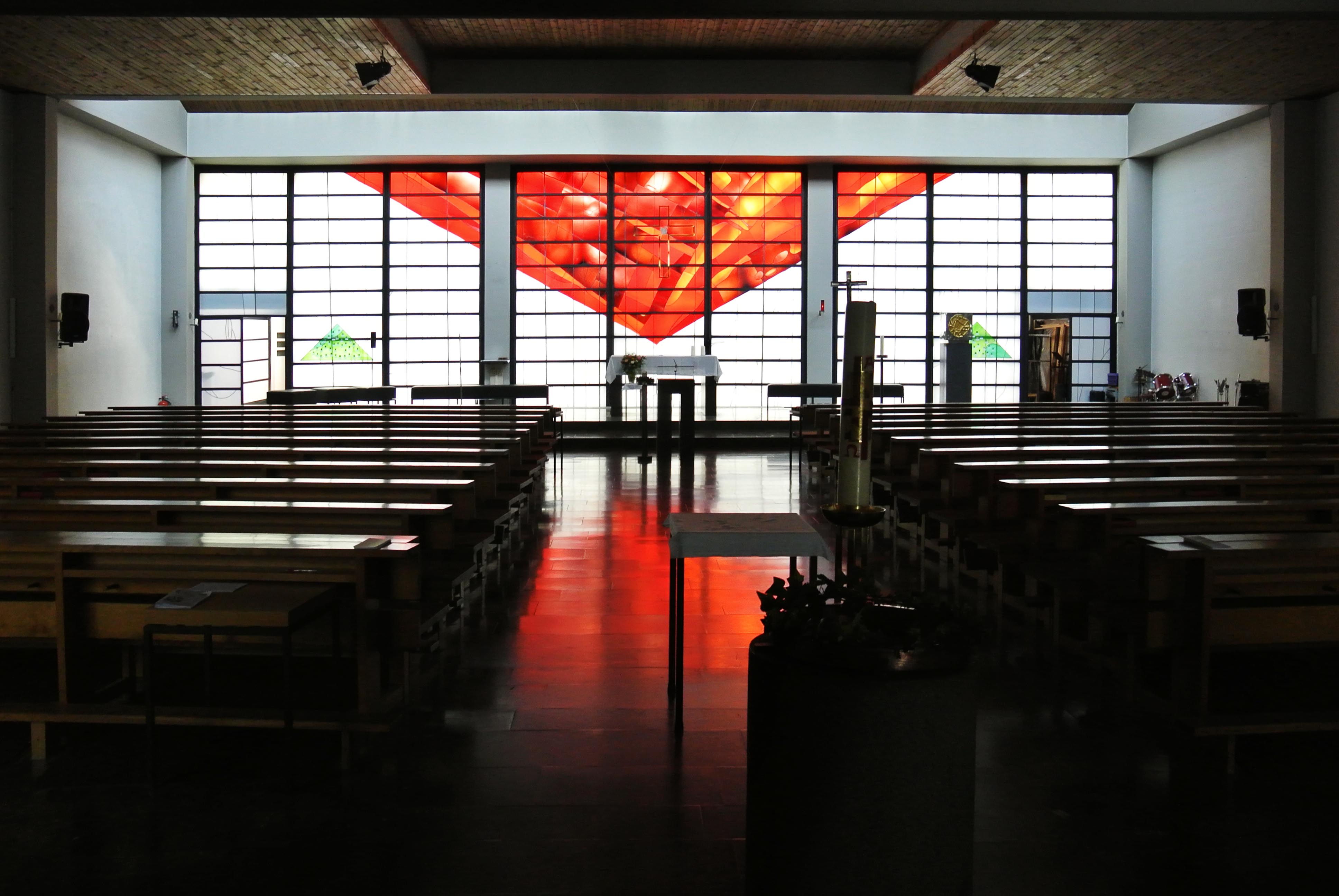
Glasfenster der Pfarrkirche Machstraße in Wien

Kraus studierte von 1944 bis 1949 an der Akademie der bildenden Künste Wien Malerei und Grafik, weiters Heraldik, Mosazistik und Skulptur. Es folgten Studienaufenthalte in New York, Philadelphia, Mexiko, Tokio und Paris. Beeindruckt durch die lebendige Kunstszene im Ausland arbeitete Günther Kraus Anfang der 1950er Jahre an ersten Pop-Art-Projekten in Österreich. Mit seinen aufsehenerregenden Ausstellungen gehört er zur Avantgarde der 1950er und 1960er Jahre.
Mit seiner Gestaltung des Parlaments in Ankara 1951 erregte er weitreichendes Aufsehen. Es folgten Auftragsarbeiten im In- und Ausland.
Im selben Jahr entwickelte er den Plan einer Fußgängerzone für Wien. In den 1960er Jahren zeigte sich die Stadt an seiner Idee interessiert und er gewann 1974 den internationalen Wettbewerb zur Gestaltung der Fußgängerzone Stephansplatz. Der Entwurf wurde nicht umgesetzt.
Bei seiner Personale in der Wiener Secession 1956 lernte er seine spätere Frau Margarethe Herzele kennen. Es folgten gemeinsame Projekte und Ausstellungen. Das Künstlerpaar lebte hauptsächlich in Wien und Kärnten. Ihre 1961 geborene Tochter Titanilla Eisenhart wurde ebenfalls Künstlerin. Er wurde am Kalksburger Friedhof bestattet.
Günther Kraus gründete mit Margarethe Herzele, Ludwig Merwart, Theo Braun und Peter Baum eine Künstlergruppe. Es folgten einige gemeinsame Ausstellungen. Mit dem Bildhauer Otto Eder gründete er das Bildhauersymposion Krastal.

## Werke (Auswahl)
- 1951: Gestaltung Parlament in Ankara
- 1964: Glasfenster der Pfarrkirche Machstraße in Wien-Leopoldstadt
- 1965: Glasfenster der Pfarrkirche Johannes Capistran in Wien-Brigittenau